# Raimundas Zenkevičius
Raimundas Zenkevičius (* 11. Juli 1957; † 22. Juli 2020 in Klaipėda) war ein litauischer Strongman, viermaliger Meister und einmaliger Vizemeister Litauens sowie Sieger der Le Defi Mark Ten International 1994. Sein Trainer war Bronius Vyšniauskas.

## Leben
Zuerst ging es Zenkevičius in seiner Kindheit zum Fahrradfahren. Er erfüllte die Anforderungen eines Kandidaten für den Titel Meister des Sports. Sein Fahrradtrainer war Vytautas Balčiūnas. Im Winter ging er in ein Fitnessstudio, um mit Hanteln zu trainieren. Im Gewichtheben wurde er Meister von Flotten-Spartakiaden und mehrfacher Meister der Sowjetunion.
Zenkevičius lebte in der litauischen Hafenstadt Klaipėda. In Sowjetlitauen war er Seemann. Ab 1994 arbeitete er im Sicherheitsdienst der Abteilung Klaipėda der Bank Lietuvos taupomasis bankas (LTB). Er arbeitete auch als Motorist des Transportunternehmens AB „Smiltynės perkėla“ in Smiltynė.

## Familie
Zenkevičius war verheiratet. Mit seiner Frau hatte er einen Sohn und eine Tochter. Sein Sohn trainierte unter demselben Trainer Schwerathletik wie sein Vatert.

## Leistungen
- 1989, 1991, 1993, 1994: Litauische Strongman-Meisterschaft, 1. Platz[2]
- 1990: Litauische Strongman-Meisterschaft, 2. Platz
- 1994: Le Defi Mark Ten International, 1. Platz[2]